# Championnat de France féminin de football 2014-2015
Navigation
Édition précédente Édition suivante
La Division 1 2014-2015  est la 41e édition du championnat de France féminin de football. Le premier niveau du championnat féminin oppose douze clubs français en une série de vingt-deux rencontres jouées durant la saison de football. La compétition débute le dimanche 31 août 2014 et s'achève le dimanche 14 mai 2015.
Les deux premières places du championnat sont qualificatives pour la Ligue des champions féminine de l'UEFA alors que les trois dernières places sont synonymes de relégation en Division 2.
Lors de l'exercice précédent, le FC Metz, le FF Issy et l'ASPTT Albi ont gagné le droit d'évoluer dans cette compétition après avoir fini premiers de leurs groupes respectifs de seconde division.
L'Olympique lyonnais et le Paris Saint-Germain, respectivement champion et vice-champion en 2014, sont quant à eux, les représentants français en Ligue des champions féminine de l'UEFA 2014-2015.
À l'issue de la saison, l'Olympique lyonnais décroche son treizième titre de champion de France, le neuvième d'affilée, au terme d'une saison dominée de bout en bout malgré une concurrence accrue du Paris Saint-Germain. Dans le bas du classement, le FC Metz, le FF Issy et l'Arras FCF sont relégués après une saison pour les deux premiers et deux saisons pour le troisième, au plus haut niveau.

## Participants
Ce tableau présente les douze équipes qualifiées pour disputer le championnat 2014-2015. On y trouve le nom des clubs, le nom des entraîneurs et leur nationalité, la date de création du club, l'année de la dernière montée au sein de l'élite, leur classement de la saison précédente, le nom des stades ainsi que la capacité de ces derniers.
Légende des couleurs
- Qualifié pour la phase finale de la Ligue des champions 2014-2015.
- Promu de Division 2.

| Nom du club        | Entraîneur                  | DC   | DM   | Cls 2014 | Stade                         | Capacité | Nb T. |
| ------------------ | --------------------------- | ---- | ---- | -------- | ----------------------------- | -------- | ----- |
| Olympique lyonnais | Gérard Prêcheur             | 1970 | 1978 | 1        | Plaine des Jeux de Gerland    | 2 200    | 12    |
| Paris SG           | Farid Benstiti              | 1971 | 2001 | 2        | Stade Charléty                | 20 000   | /     |
| FCF Juvisy         | Pascal Gouzenes             | 1971 | 1986 | 3        | Stade Georges-Maquin          | 2 000    | 6     |
| Montpellier HSC    | Jean-Louis Saez             | -    | 1997 | 4        | Stade Jules Rimet             | 500      | 2     |
| EA Guingamp        | Sarah M'Barek               | 1973 | 2006 | 5        | Stade Fred-Aubert             | 13 500   | 1     |
| ASJ Soyaux         | Jean Parédès                | 1968 | 2013 | 6        | Stade Léo-Lagrange            | 400      | 1     |
| Rodez AF           | Nicolas Bach                | 1993 | 2010 | 7        | Stade Paul-Lignon             | 5 548    | /     |
| Arras FCF          | Claude Rioust René Devienne | 2001 | 2012 | 8        | Stade Degouve-Brabant         | 1 500    | /     |
| AS Saint-Étienne   | Hervé Didier                | 1977 | 2007 | 9        | Stade Léon-Nautin             | 1 500    | /     |
| ASPTT Albi         | David Welferinger           | -    | 2014 | D2       | Stade Maurice Rigaud          | 3 000    | /     |
| FC Metz            | Gérome Henrionnet           | 1999 | 2014 | D2       | Stade Municipal du Batzenthal | 3 000    | /     |
| FF Issy            | Nicolas Gonfalone           | 1997 | 2014 | D2       | Stade Gabriel-Voisin          | 1 600    | /     |

Localisation des clubs engagés dans le championnat
| \| Olympique lyonnais Paris Saint-Germain Montpellier HSC FCF Juvisy AS Saint-Étienne Rodez AF Arras FCF EA Guingamp ASJ Soyaux FC Metz FF Issy ASPTT Albi \| |
| Olympique lyonnais Paris Saint-Germain Montpellier HSC FCF Juvisy AS Saint-Étienne Rodez AF Arras FCF EA Guingamp ASJ Soyaux FC Metz FF Issy ASPTT Albi       |

## Compétition

### Classement
Le classement est calculé avec le barème de points suivant : une victoire vaut quatre points, le match nul deux et la défaite un.
Les critères utilisés pour départager en cas d'égalité au classement sont les suivants :
1. classement aux points des matchs joués entre les clubs ex æquo ;
2. différence entre les buts marqués et les buts concédés par chacun d’eux au cours des matchs qui les ont opposés ;
3. différence entre les buts marqués et les buts concédés sur la totalité des matchs joués dans le championnat ;
4. plus grand nombre de buts marqués sur la totalité des matchs joués dans le championnat ;
5. en cas de nouvelle égalité, une rencontre supplémentaire aura lieu sur terrain neutre avec, éventuellement, l’épreuve des tirs au but.

| Rang | Équipe                 | Pts | J  | G  | N | P  | Bp  | Bc | Diff |
| ---- | ---------------------- | --- | -- | -- | - | -- | --- | -- | ---- |
| 1    | Olympique lyonnais T C | 88  | 22 | 22 | 0 | 0  | 147 | 6  | +141 |
| 2    | Paris SG               | 82  | 22 | 20 | 0 | 2  | 88  | 9  | +79  |
| 3    | FCF Juvisy             | 67  | 22 | 15 | 0 | 7  | 53  | 25 | +28  |
| 4    | Montpellier HSC        | 66  | 22 | 13 | 5 | 4  | 63  | 20 | +43  |
| 5    | EA Guingamp            | 64  | 22 | 13 | 3 | 6  | 41  | 31 | +10  |
| 6    | ASJ Soyaux             | 48  | 22 | 7  | 5 | 10 | 26  | 57 | -31  |
| 7    | Rodez AF               | 46  | 22 | 7  | 3 | 12 | 33  | 50 | -17  |
| 8    | AS Saint-Étienne       | 44  | 22 | 7  | 1 | 14 | 24  | 46 | -22  |
| 9    | ASPTT Albi P           | 44  | 22 | 7  | 1 | 14 | 21  | 65 | -44  |
| 10   | FC Metz P              | 41  | 22 | 5  | 4 | 13 | 27  | 77 | -50  |
| 11   | Arras FCF              | 28  | 22 | 1  | 3 | 18 | 14  | 89 | -75  |
| 12   | FF Issy P              | 28  | 22 | 1  | 3 | 18 | 13  | 75 | -62  |

| Légende : | Légende : |
| --------- | --- |
|           | Qualifié pour la Ligue des champions 2015-2016 (Seizièmes de finale). |
|           | Relégué en Division 2. |
|           | T Tenant du titre. P Promu de Division 2. C Vainqueur de la Coupe de France 2014-2015. Pts points ; G victoires ; N match nuls ; P défaites Bp buts marqués ; Bc buts encaissés ; Diff différence de buts |

### Résultats
| Résultats (▼dom., ►ext.)                                   | Alb  | Arr  | Gui | Iss | Juv | Lyo  | Met  | Mon | Par  | Rod | Sai | Soy |
| ASPTT Albi                                                 |      | 3-1  | 1-2 | 5-0 | 0-3 | 0-4  | 2-0  | 1-7 | 0-4  | 2-1 | 1-0 | 1-1 |
| Arras FCF                                                  | 0-3  |      | 0-2 | 3-1 | 0-4 | 2-8  | 0-2  | 0-6 | 0-3  | 0-5 | 1-1 | 2-3 |
| EA Guingamp                                                | 3-0  | 2-0  |     | 1-0 | 1-6 | 0-3  | 2-2  | 1-1 | 0-3  | 4-2 | 3-2 | 1-2 |
| FF Issy                                                    | 0-2  | 1-1  | 0-4 |     | 1-5 | 0-9  | 0-1  | 1-3 | 0-2  | 2-3 | 0-3 | 0-0 |
| FCF Juvisy                                                 | 4-0  | 4-0  | 1-2 | 3-1 |     | 1-4  | 4-0  | 1-3 | 0-3  | 2-0 | 3-0 | 3-0 |
| Olympique lyonnais                                         | 14-0 | 14-0 | 3-0 | 6-0 | 4-0 |      | 11-0 | 4-0 | 2-1  | 7-0 | 5-1 | 9-0 |
| FC Metz                                                    | 7-0  | 3-1  | 0-2 | 1-1 | 1-3 | 0-15 |      | 2-2 | 0-9  | 2-3 | 0-1 | 1-1 |
| Montpellier HSC                                            | 3-0  | 8-0  | 0-0 | 9-0 | 3-1 | 1-5  | 5-0  |     | 0-1  | 0-0 | 1-0 | 1-0 |
| Paris SG                                                   | 6-0  | 5-0  | 2-1 | 5-0 | 2-0 | 0-4  | 7-0  | 2-1 |      | 5-0 | 2-0 | 6-0 |
| Rodez AF                                                   | 2-0  | 1-1  | 2-4 | 5-1 | 0-1 | 0-6  | 1-2  | 0-4 | 1-3  |     | 1-0 | 0-0 |
| AS Saint-Étienne                                           | 2-0  | 5-1  | 1-2 | 1-2 | 0-1 | 0-6  | 2-1  | 0-4 | 0-7  | 1-4 |     | 2-0 |
| ASJ Soyaux                                                 | 1-0  | 5-1  | 0-4 | 3-2 | 0-3 | 0-4  | 5-2  | 1-1 | 0-10 | 3-2 | 1-2 |     |
| - Victoire à domicile - Match nul - Victoire à l'extérieur |      |      |     |     |     |      |      |     |      |     |     |     |

## Bilan de la saison
| Championnat de France féminin de football 2014-2015 |                               |
| Champion                                            | Olympique lyonnais (9e titre) |
| Dauphin                                             | Paris Saint-Germain           |
| Coupes et trophées                                  |                               |
| Vainqueur Coupe de France 2014-2015                 | Olympique lyonnais            |
| Qualifications continentales                        |                               |
| Ligue des champions 2015-2016                       | Olympique lyonnais            |
| Ligue des champions 2015-2016                       | Paris Saint-Germain           |
| Promotions et relégations                           |                               |
| Promus en Division 1                                | ESOFV La Roche-sur-Yon        |
| Promus en Division 1                                | Nîmes Métropole Gard          |
| Promus en Division 1                                | VGA Saint-Maur                |
| Relégués en Division 2                              | Arras FCF                     |
| Relégués en Division 2                              | FF Issy                       |
| Relégués en Division 2                              | FC Metz                       |

## Statistiques

### Évolution du classement
Leader du championnat
Évolution du classement
- Qualifié pour la phase finale de la Ligue des champions.
- Relégué en Division 2.

| Club               | 1  | 2  | 3  | 4  | 5  | 6  | 7  | 8  | 9  | 10 | 11 | 12 | 13 | 14 | 15 | 16 | 17 | 18 | 19 | 20 | 21 | 22 |
| ------------------ | -- | -- | -- | -- | -- | -- | -- | -- | -- | -- | -- | -- | -- | -- | -- | -- | -- | -- | -- | -- | -- | -- |
| Olympique lyonnais | 3  | 1  | 1  | 1  | 1  | 1  | 1  | 1  | 1  | 1  | 1  | 1  | 1  | 1  | 1  | 1  | 1  | 1  | 1  | 1  | 1  | 1  |
| Paris SG           | 1  | 2  | 2  | 2  | 2  | 2  | 2  | 2  | 2  | 2  | 2  | 2  | 2  | 2  | 2  | 2  | 2  | 2  | 2  | 2  | 2  | 2  |
| FCF Juvisy         | 4  | 4  | 3  | 3  | 4  | 3  | 3  | 3  | 3  | 3  | 3  | 3  | 3  | 3  | 3  | 3  | 3  | 3  | 3  | 3  | 3  | 3  |
| Montpellier HSC    | 5  | 3  | 4  | 5  | 3  | 5  | 4  | 4  | 4  | 5  | 5  | 4  | 5  | 5  | 5  | 5  | 5  | 5  | 5  | 5  | 5  | 4  |
| EA Guingamp        | 11 | 11 | 8  | 7  | 5  | 4  | 5  | 5  | 5  | 4  | 4  | 5  | 4  | 4  | 4  | 4  | 4  | 4  | 4  | 4  | 4  | 5  |
| ASJ Soyaux         | 9  | 7  | 6  | 4  | 6  | 6  | 6  | 6  | 7  | 7  | 7  | 6  | 6  | 6  | 6  | 6  | 6  | 6  | 6  | 6  | 6  | 6  |
| Rodez AF           | 2  | 5  | 5  | 8  | 8  | 9  | 9  | 8  | 6  | 8  | 8  | 8  | 7  | 8  | 7  | 7  | 7  | 7  | 7  | 8  | 9  | 7  |
| Arras FCF          | 12 | 9  | 9  | 10 | 11 | 11 | 12 | 12 | 10 | 10 | 12 | 12 | 12 | 12 | 12 | 11 | 12 | 12 | 12 | 12 | 12 | 12 |
| AS Saint-Étienne   | 10 | 8  | 10 | 9  | 9  | 10 | 10 | 10 | 12 | 11 | 10 | 9  | 9  | 9  | 9  | 9  | 8  | 8  | 8  | 9  | 7  | 8  |
| ASPTT Albi         | 6  | 6  | 7  | 6  | 7  | 7  | 7  | 7  | 8  | 6  | 6  | 7  | 8  | 7  | 8  | 8  | 9  | 9  | 9  | 7  | 8  | 9  |
| FC Metz            | 7  | 12 | 12 | 12 | 10 | 8  | 8  | 9  | 9  | 9  | 9  | 10 | 10 | 10 | 10 | 10 | 10 | 10 | 10 | 10 | 10 | 10 |
| FF Issy            | 8  | 10 | 11 | 11 | 12 | 12 | 11 | 11 | 11 | 12 | 11 | 11 | 11 | 11 | 11 | 12 | 11 | 11 | 11 | 11 | 11 | 11 |

### Moyennes de buts marqués par journée
Ce graphique représente le nombre de buts marqués lors de chaque journée.

### Joueuses
| Cls | Joueuse               | Club               | Buts |
| --- | --------------------- | ------------------ | ---- |
| 1   | Lotta Schelin         | Olympique lyonnais | 34   |
| 2   | Eugénie Le Sommer     | Olympique lyonnais | 29   |
| 3   | Ada Hegerberg         | Olympique lyonnais | 26   |
| 4   | Sofia Jakobsson       | Montpellier HSC    | 16   |
| 5   | Sarah Palacin         | AS Saint-Étienne   | 15   |
| 6   | Marie-Laure Delie     | Paris SG           | 14   |
| 6   | Flavie Lemaître       | Rodez AF           | 14   |
| 6   | Gaëtane Thiney        | FCF Juvisy         | 14   |
| 9   | Kosovare Asllani      | Paris SG           | 13   |
| 10  | Camille Abily         | Olympique lyonnais | 12   |
| 10  | Sandrine Brétigny     | FCF Juvisy         | 12   |
| 12  | Kenza Dali            | Paris SG           | 11   |
| 12  | Desire Oparanozie     | EA Guingamp        | 11   |
| 14  | Camille Catala        | FCF Juvisy         | 10   |
| 14  | Lara Dickenmann       | Olympique lyonnais | 10   |
| 14  | Wendie Renard         | Olympique lyonnais | 10   |
| 17  | Lindsey Horan         | Paris SG           | 9    |
| 18  | Gwendoline Djebbar    | ASJ Soyaux         | 8    |
| 18  | Claire Lavogez        | Montpellier HSC    | 8    |
| 18  | Marie-Charlotte Léger | FC Metz            | 8    |
| 18  | Amel Majri            | Olympique lyonnais | 8    |
| 22  | Ludivine Bultel       | Arras FCF          | 7    |
| 22  | Shirley Cruz Traña    | Paris SG           | 7    |
| 22  | Megan Lindsay         | FC Metz            | 7    |
| 22  | Julie Peruzzetto      | ASPTT Albi         | 7    |
| 22  | Caroline Seger        | Paris SG           | 7    |
| 27  | Valérie Gauvin        | Montpellier HSC    | 6    |
| 27  | Ouleymata Sarr        | Paris SG           | 6    |
| 27  | Laetitia Tonazzi      | Montpellier HSC    | 6    |
| 30  | 8 joueuses            | 8 joueuses         | 5    |
| 38  | 7 joueuses            | 7 joueuses         | 4    |
| 45  | 11 joueuses           | 11 joueuses        | 3    |
| 56  | 26 joueuses           | 26 joueuses        | 2    |
| 82  | 46 joueuses           | 46 joueuses        | 1    |

| Cls | Joueuse            | Club               | Passes |
| --- | ------------------ | ------------------ | ------ |
| 1   | Lara Dickenmann    | Olympique lyonnais | 17     |
| 2   | Elodie Thomis      | Olympique lyonnais | 14     |
| 3   | Ada Hegerberg      | Olympique lyonnais | 11     |
| 3   | Lotta Schelin      | Olympique lyonnais | 11     |
| 3   | Gaëtane Thiney     | FCF Juvisy         | 11     |
| 6   | Fatmire Alushi     | Paris SG           | 9      |
| 6   | Laura Bourgouin    | ASJ Soyaux         | 9      |
| 6   | Eugénie Le Sommer  | Olympique lyonnais | 9      |
| 6   | Louisa Necib       | Olympique lyonnais | 9      |
| 10  | Amel Majri         | Olympique lyonnais | 8      |
| 11  | Kosovare Asllani   | Paris SG           | 7      |
| 12  | Camille Abily      | Olympique lyonnais | 6      |
| 12  | Salma Amani        | EA Guingamp        | 6      |
| 12  | Laure Boulleau     | Paris SG           | 6      |
| 12  | Elise Bussaglia    | Olympique lyonnais | 6      |
| 12  | Rumi Utsugi        | Montpellier HSC    | 6      |
| 17  | Janice Cayman      | FCF Juvisy         | 5      |
| 17  | Shirley Cruz Traña | Paris SG           | 5      |
| 17  | Julie Wojdyla      | FC Metz            | 5      |
| 20  | 7 joueuses         | 7 joueuses         | 4      |
| 27  | 15 joueuses        | 15 joueuses        | 3      |
| 42  | 23 joueuses        | 23 joueuses        | 2      |
| 65  | 47 joueuses        | 47 joueuses        | 1      |

## Distinctions individuelles
La Suédoise Sofia Jakobsson, du MHSC, est nommée meilleure joueuse du championnat par la FFF.